# Фейхоо, Альфонсо
Альфонсо Фейхоо Гарсия (исп. Alfonso Feijoo García, родился в 1953 году в Сан-Себастьяне) — испанский регбист и регбийный тренер, действующий президент Испанской Федерации Регби. По профессии — учитель физической культуры.

## Биография
Фейхоо начинал свою спортивную карьеру игроком в регби в клубе «Сан-Себастьян», прежде чем начать своё обучение в университете. Окончил Мадридский политехнический университет, Факультет наук физической активности и спорта. Продолжал свою карьеру в клубе «Сиснерос», будучи игроком которого, стал выступать за национальную сборную Испании и в её составе провёл 23 игры.
После завершения карьеры он стал тренером, проработав в сборной Испании в 1997—1999 годах на должности главного тренера — именно при нём первый и пока что единственный раз сборная Испании вышла на чемпионат мира по регби, сыграв на Кубке мира в Уэльсе в 1999 году и проиграв все три матча. После он перешёл в клуб «Бера-Бера», с которым выиграл Кубок Короля.
31 мая 2014 года он был избран президентом Испанской федерации регби, а 7 июля 2018 года переизбран на эту же должность. С 25 апреля 2018 года также член Исполкома Олимпийского комитета Испании.
Его сын Пабло также в прошлом играл в регби, выступал за сборную Испании и за клуб «Лестер Тайгерс», в настоящее время тренирует сборную Испании по регби-7.